# Etorōji Shiono
塩野干支郎次
Œuvres principales
- Übel Blatt (2004-2019)

Etorõji Shiono (塩野干支郎次, Shiono Etorōji, né le 16 Septembre 1976) est un mangaka japonais. Débutant en 2003, il lancera sa série principale Übel Blatt l'année suivante, en rencontrant un succès international. Grâce à elle, il remportera le Japan Expo Awards dans la catégorie seinen en 2008. Depuis 2020, il est l'illustrateur de Deep Insanity: Nirvana.

## Biographie
Né dans la préfecture de Nagano le 16 septembre 1976,, il fait ses débuts en tant que mangaka en 2003 avec Brocken Blood (ja). L'année 2004 marque le début de sa série principale Übel Blatt, publiée dans le magazine Monthly Big Gangan, série qui verra son dernier chapitre être publié en mars 2019. La série a très bien marché, notamment en France où elle a été à un moment classée parmi les 15 mangas les plus vendu du pays. La série a également reçu en 2008 le Japan Expo Awards dans la catégorie seinen. Depuis 2020, Shiono réalise les illustrations de Deep Insanity: Nirvana, un manga pour la franchise multimédia Deep Insanity de Square Enix.

## Œuvres
- Brocken Blood (ja) (ブロッケンブラッド?) (2003–2012) (publié dans Young King Ours)[3]
- Necossass Six (it) (ネコサスシックス, Nekosasu Shikkusu?) (2003) (publié dans Magi-Cu)[8]
- Übel Blatt (ユーベルブラット, Yūberu Buratto?) (2004–2019) (publié dans Young Gangan et Monthly Big Gangan)[4]
- Celestial Clothes (セレスティアルクローズ?) (2010–2016) (publié dans Monthly Shōnen Sirius)[9]
- Zelphy of the Aion (この人類域のゼルフィー, Jinruiiki no Zelphy?) (2012–2015) (publié dans Young King Ours GH)[10]
- Winged Mermaids (ウイングドマーメイズ?) (2015–2017) (publié dans Young King Ours GH)[11]
- Punipuni to Sarasara (プニプニとサラサラ?) (2017–2019) (publié dans Young King Ours GH)[12]
- Deep Insanity: Nirvana (2020–actuel) (publié dans Monthly Big Gangan; Scénarisé par Norimitsu Kaihō (en) et Makoto Fukami (en))[7]
- Shachō, Koibito no Furi o Shite Watashi no Chichi ni Atte Kudasai (社長、恋人のフリをして私の父に会ってください。?) (2020–2021) (publié dans Young King Ours GH)[13]